# Starup (Haderslev Kommune)
Starup ist eine kleine Vorstadt von Haderslev mit 2492 Einwohnern (1. Januar 2023) im Osten der süddänischen Haderslev Kommune südlich des nahegelegenen Haderslev Fjord. Starup befindet sich (Luftlinie) etwa 3 km südöstlich des Zentrums von Haderslev, 13 km südlich von Christiansfeld und 23,5 km nordnordöstlich von Aabenraa im Sønder Starup Sogn. Der nächste Strand an der Ostseeküste ist in südlicher Richtung circa 7 km von Starup entfernt.

## Geschichte
Der Ortsname Starup, der 1451 als Stadorp erwähnt ist, leitet sich von altdänisch stath, Landungsplatz, und -torp, Dorf, ab. Bei Ausgrabungen ab 1985 ergab sich, dass sich am Südufer der Haderslebener Förde bei der Kirche ein Anlegeplatz befunden hatte, neben dem seit dem Ende des 11. Jahrhunderts ein kombiniertes Gewerbe-, Handwerks- und Wohngebiet entstand. Offensichtlich sollte an dieser Stelle um 1100 eine Handelsstadt entstehen, für die auch eine große, dreischiffige Basilika geplant war. Zwischen 1150 und 1200 wurde dieser Ort aufgegeben. Der Bau der Kirche wurde eingestellt, bevor die Seitenschiffe fertiggestellt waren, und auch der Turm, für den bereits die Grundmauern gelegt waren, wurde nicht weitergebaut. Stattdessen wurde ein neuer Siedlungskern mit Handelsplatz, Haderslev, wenige Kilometer weiter westlich auf einer Sandinsel im Fjord angelegt. Als Haderslev um 1200 erstmals erwähnt wurde, hatte der alte Anlegeplatz bei Starup längst seine Bedeutung verloren. In schriftlichen Quellen ist er nicht erwähnt. Als Grund für die Verlagerung des Handelsplatzes und die Aufgabe der Siedlung in Starup vermutet der Archäologe Anders Hartvig neben der günstigeren Lage des neuen Anlegeplatzes zum Überlandweg nach Ribe, dass der örtliche Grundherr des Ortes und Bauherr der Kirche seine Macht verlor. Anstelle einer aufstrebenden Handelsstadt blieb ihm ein Dorf, während nur drei Kilometer entfernt im Schutz der landesherrlichen Burg die neue Handelsstadt Haderslev entstand.

## Sehenswürdigkeiten

### Starup Kirke
Am Nordrand von Starup liegt mit einigem Abstand von der Siedlung in unmittelbarer Nähe des Haderslev Fjords die romanische Starup Kirke, Dänemarks älteste Feldsteinkirche, welche um 1100 erbaut wurde. Nach dem Abbruch der Bauarbeiten um 1150 wurden die bereits hochgezogenen Mauern der Seitenschiffe abgetragen und mit dem Material die Arkaden des Mittelschiffs zugemauert, so dass nur ein einschiffiges Langhaus und die Fundamente der Seitenschiffe erhalten blieben. Der Turm wurde um 1450 angefügt, seine Spitze 1823 auf die jetzige Höhe gekürzt. Beim Sturmflut 1872 wurde auch die Kirche überschwemmt. Anschließend wurde der Boden aufgeschüttet.
Durch Umbauten 1907–1918, bei denen die ursprünglich geplante dreischiffige Kirche wiederhergestellt werden sollte, wurde die Kirche stark verändert. Unter anderem wurden die in der Apsis gefundenen Fragmente mittelalterlicher Fresken mit der Darstellung der Majestas Domini und der Apostel durch den Maler August Wilckens (1870–1939) rekonstruiert und durch Fresken in der übrigen Kirche, die biblische Szenen darstellen, ergänzt.

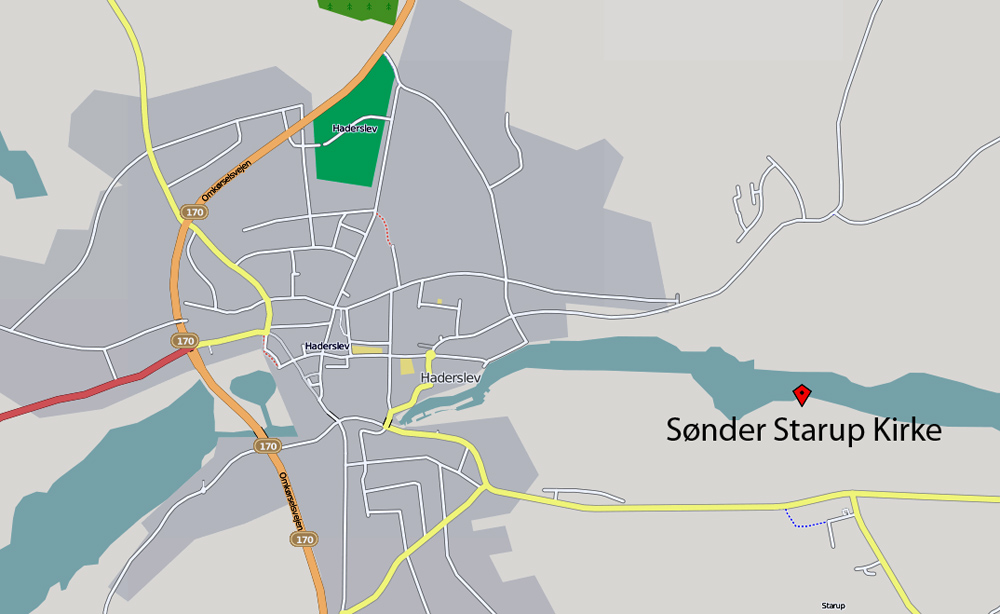
Lage von Starup am Haderslev Fjord
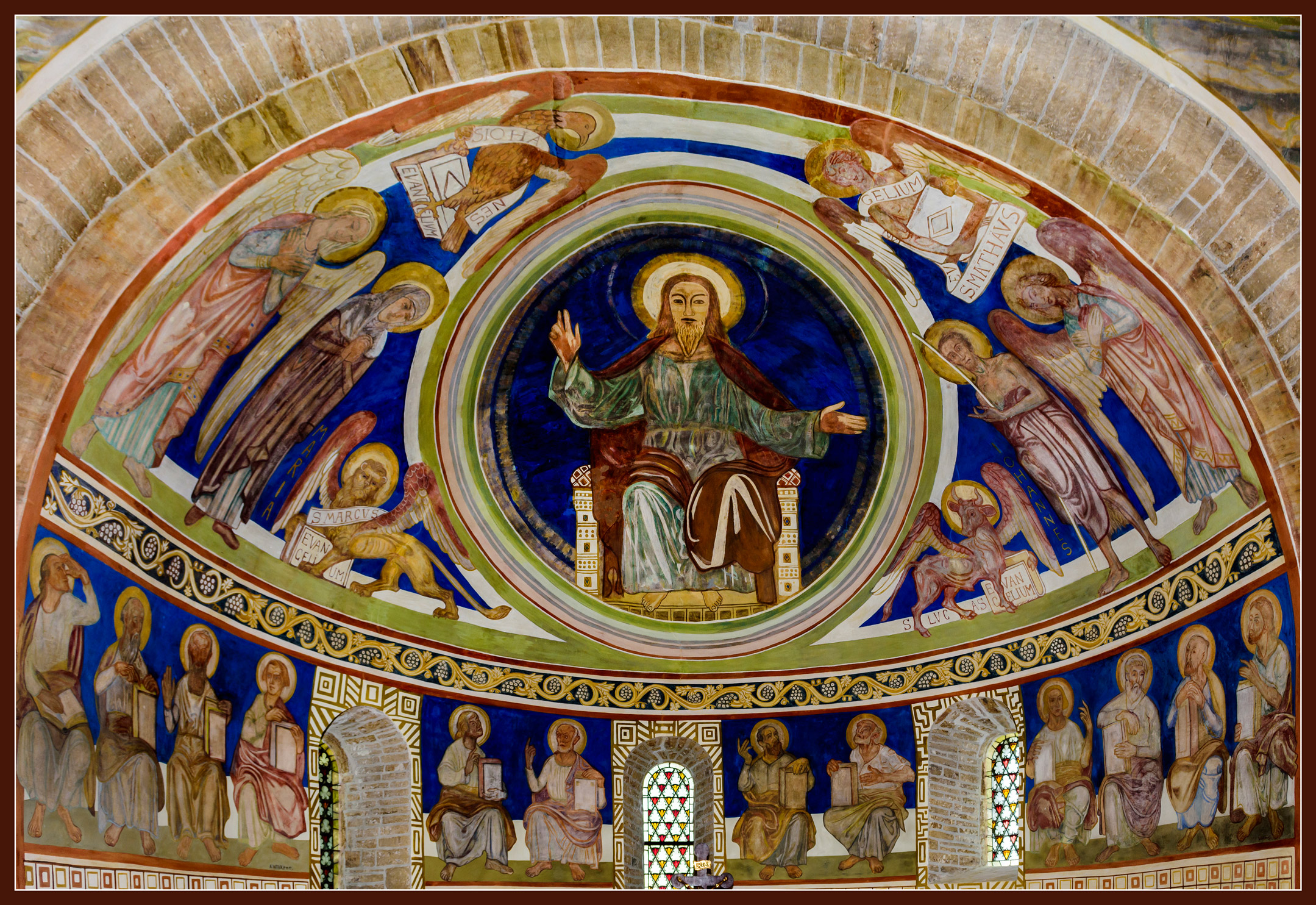
Ausmalung der Apsis der Starup Kirke durch August Wilckens
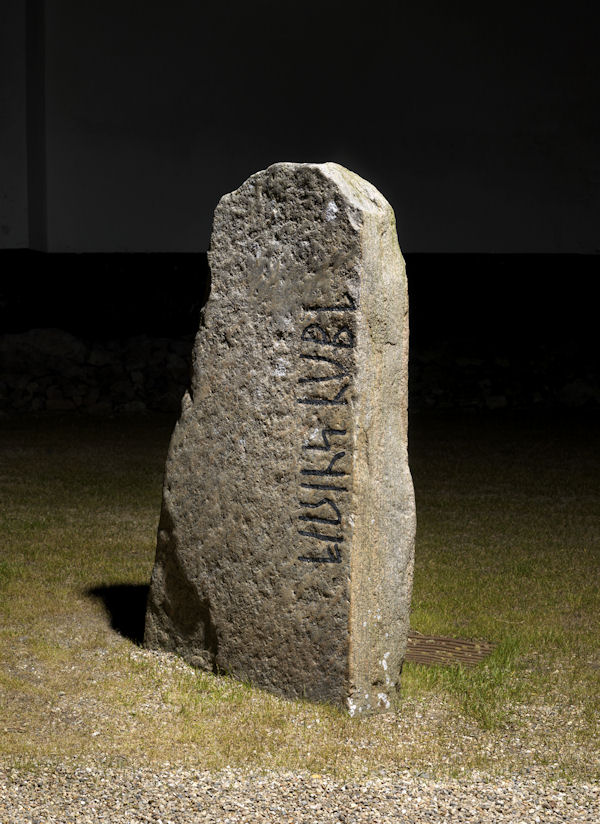
Runenstein in Starup

### Starup-Runenstein
Wenige Meter südlich der Kirche steht ein 1,40 m hoher Runenstein, in welchen eine der ältesten dänischen Runeninschriften gehauen ist. Die Inschrift besteht aus sogenannten Wenderunen, also Runen, die nicht in die übliche Schriftrichtung verlaufen. Der Stein wurde während einer Restauration der Starup Kirke in den 1910er Jahren gefunden, wo er bis 1872 als Schwellenstein gedient hatte. Das Alter wird auf etwa 1200 Jahre, also auf die Zeit um 800 geschätzt. Die eingemeißelten Runen wurden zur besseren Erkennung mit schwarzer Farbe nachgemalt. Die Inschrift besteht nur (noch) aus zwei Worten. Der Text lautet transkribiert: Æirīks kumbl, was soviel bedeutet wie „Eriks Denkmal“.